# Hemnesberget
Hemnesberget is een plaats in de Noorse gemeente Hemnes, provincie Nordland. Hemnesberget telt 1227 inwoners (2007) en heeft een oppervlakte van 1,18 km².

## Galerij

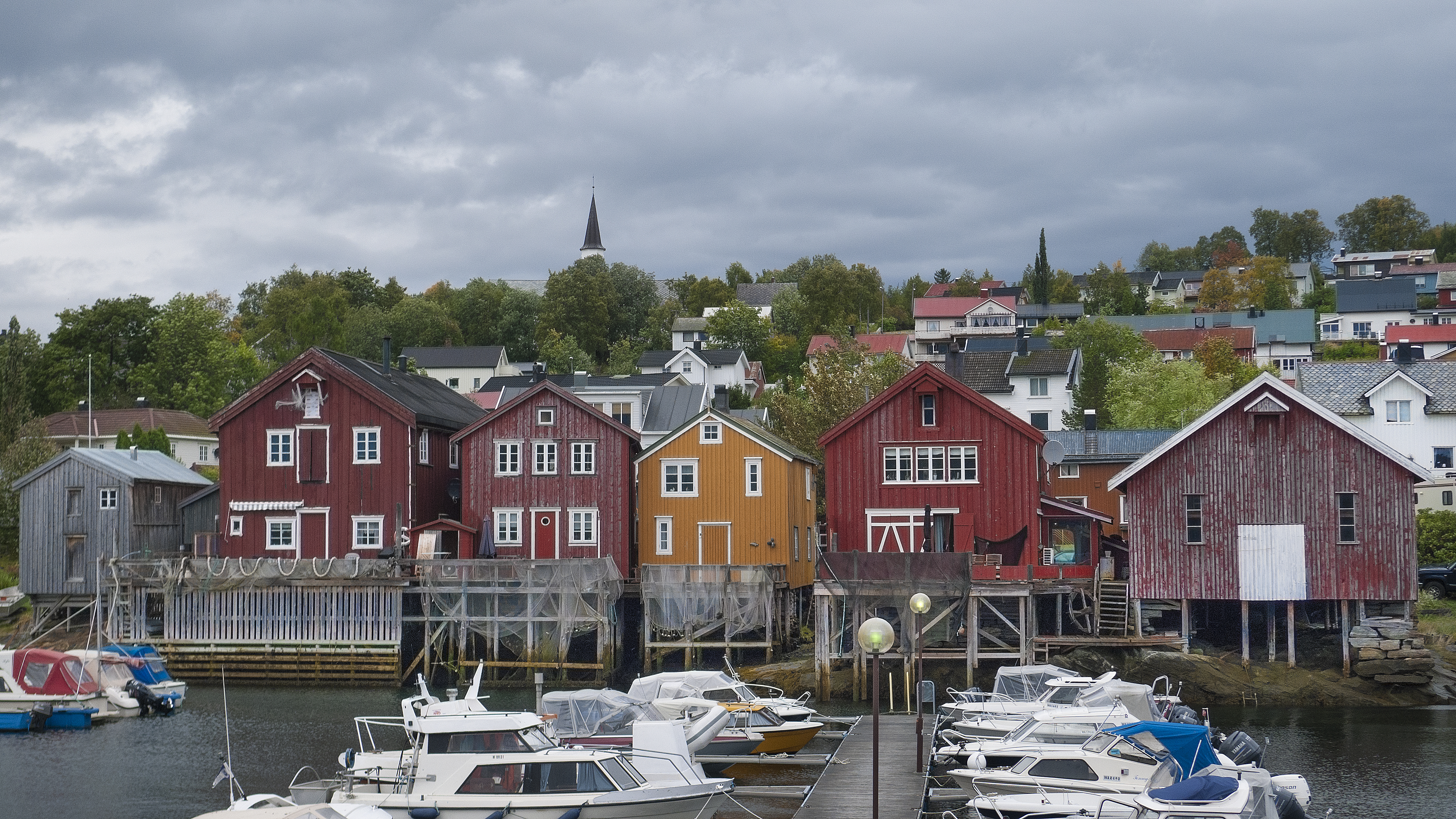
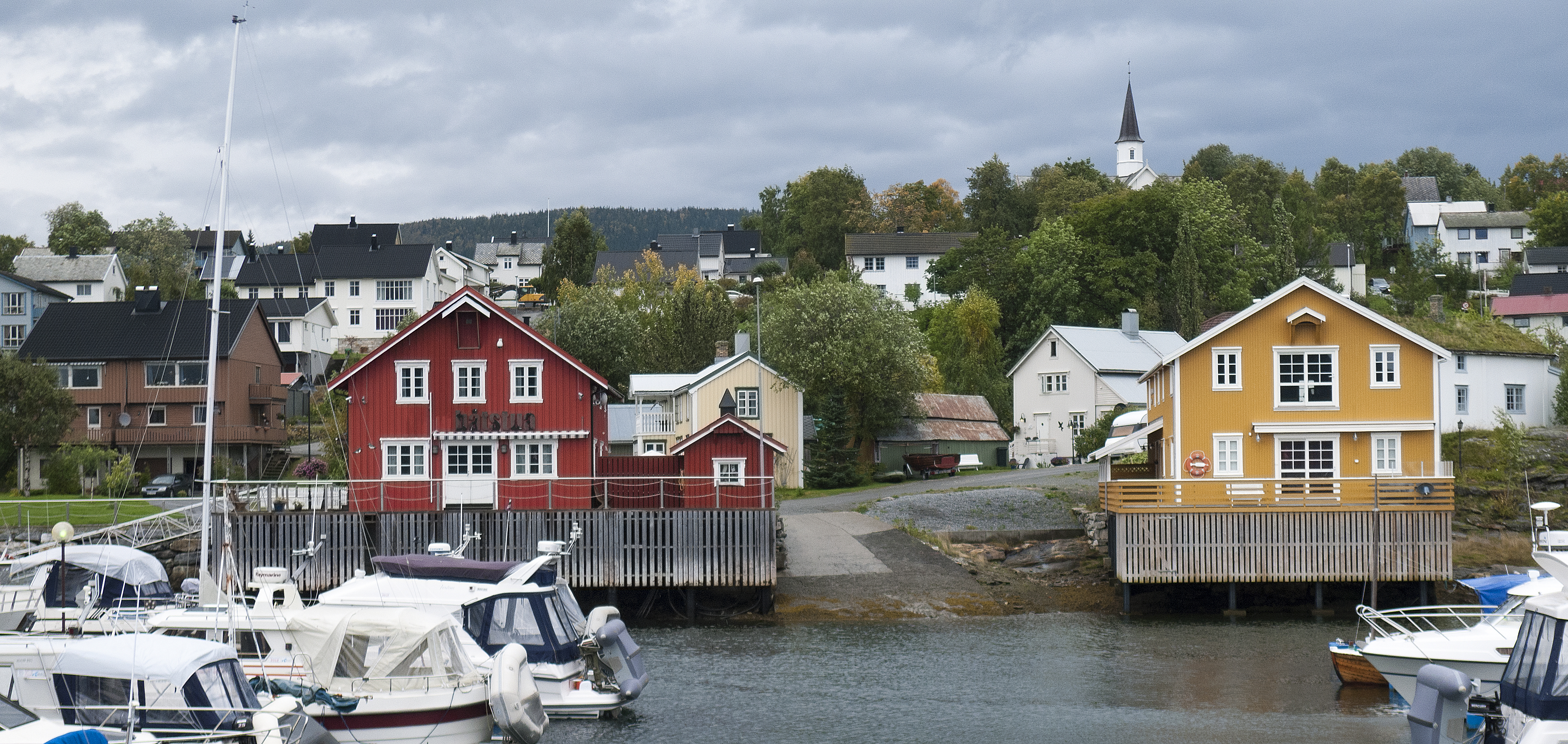
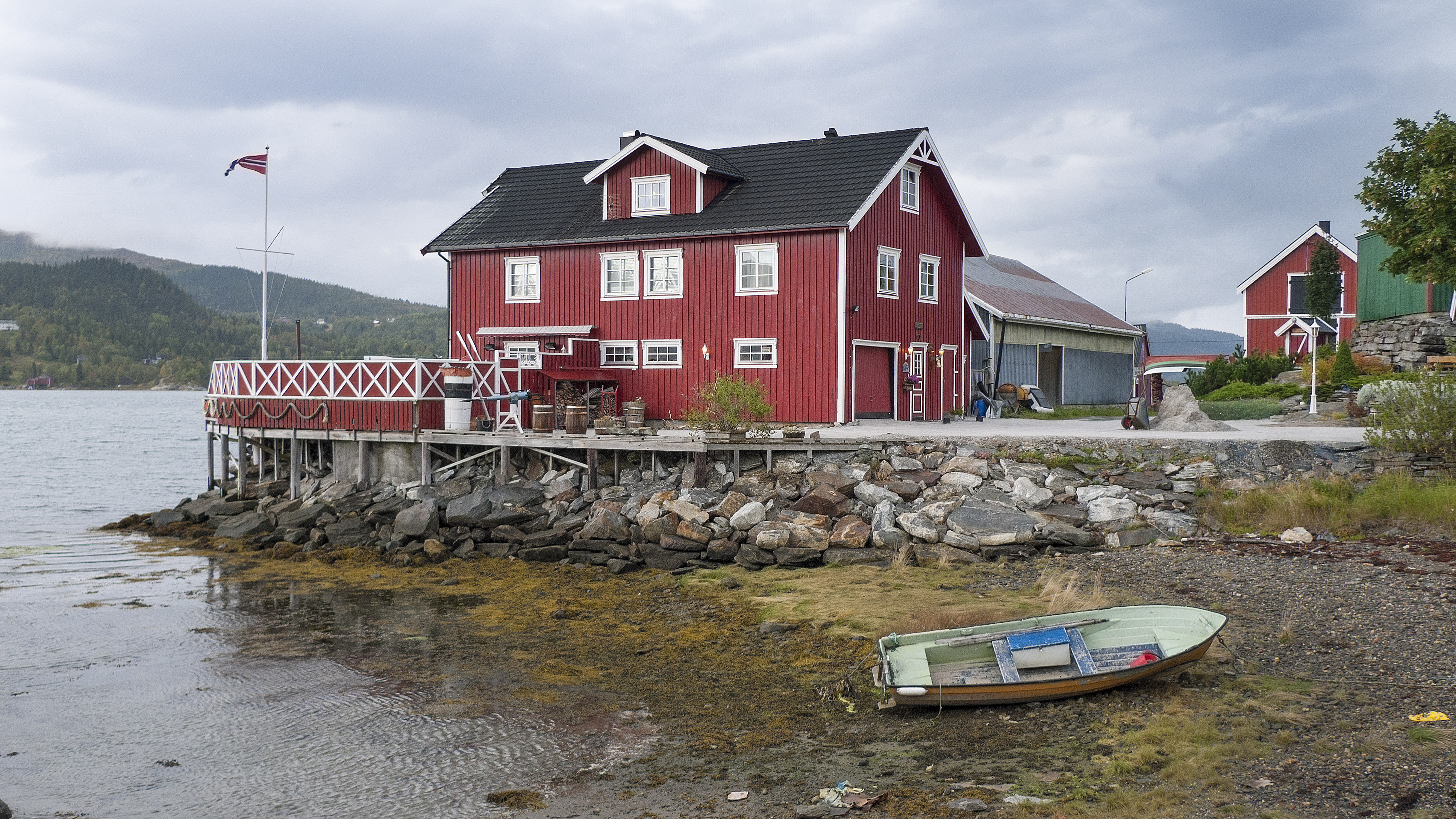
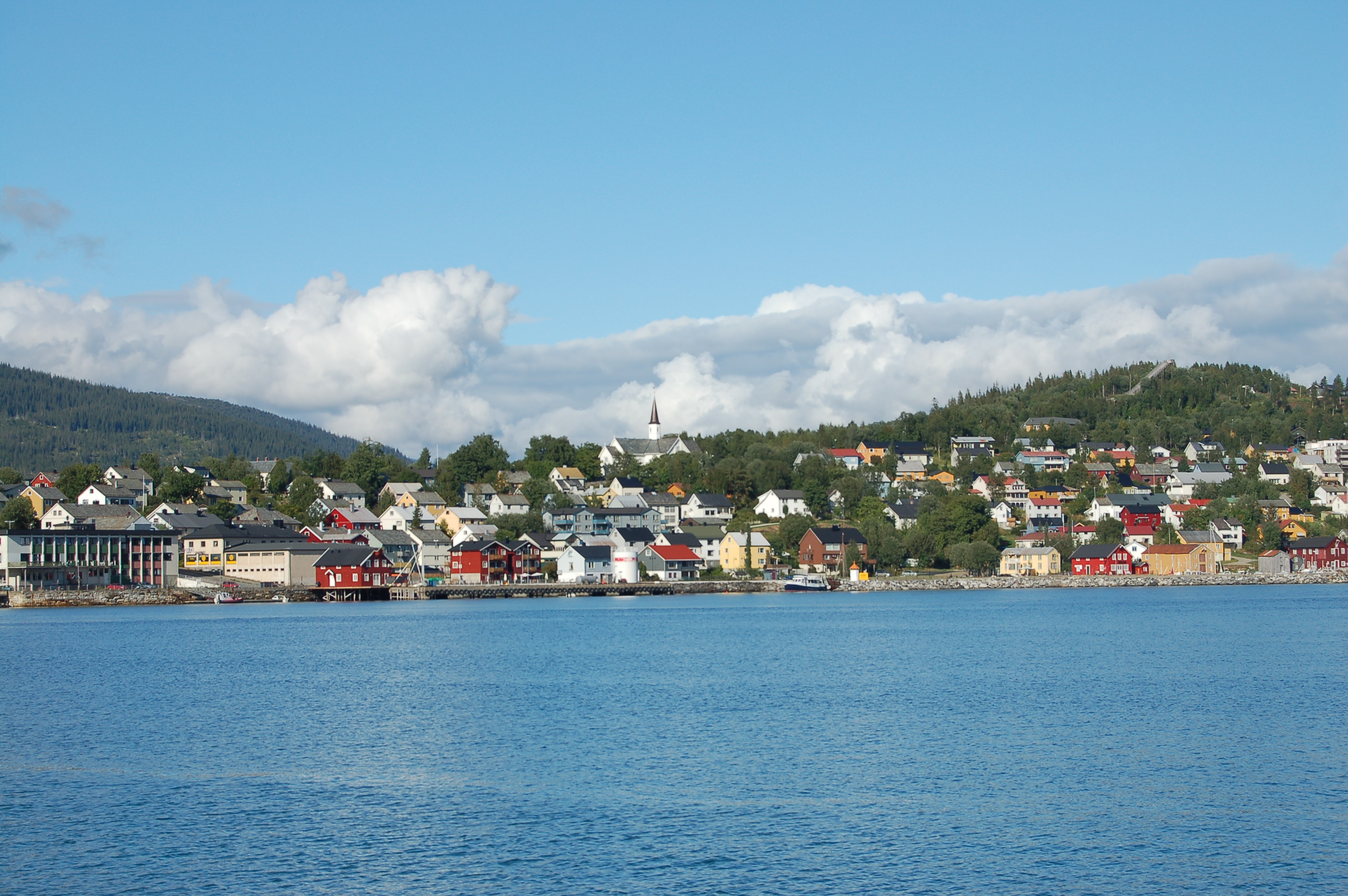

## Geboren
- Reidar Sørensen (1956), acteur